# Collegio Svedese

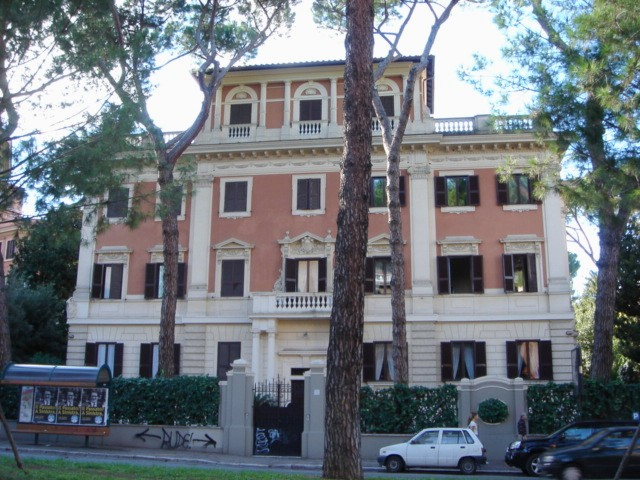
Collegio Svedese.

Collegio Svedese var det svenska katolska prästseminariet i Rom. Det är beläget vid Corso Trieste i stadens norra delar. Seminariet grundades 1991 av biskopen Hubertus Brandenburg. Seminariet stängdes 2009.